# Angola i olympiska sommarspelen 1988
Angola deltog i de olympiska sommarspelen 1988 med en trupp bestående av 24 deltagare, men ingen av landets deltagare erövrade någon medalj.

## Friidrott
Herrarnas 800 meter
- João N'tyamba
  - Heat — 1:53,23 (→ gick inte vidare)

Herrarnas maraton
- João Carvalho — 2:40,45 (→ 74:e plats)